# Callicore hydamis
Espèce
Statut de conservation UICN

 VU B2 abii : Vulnérable

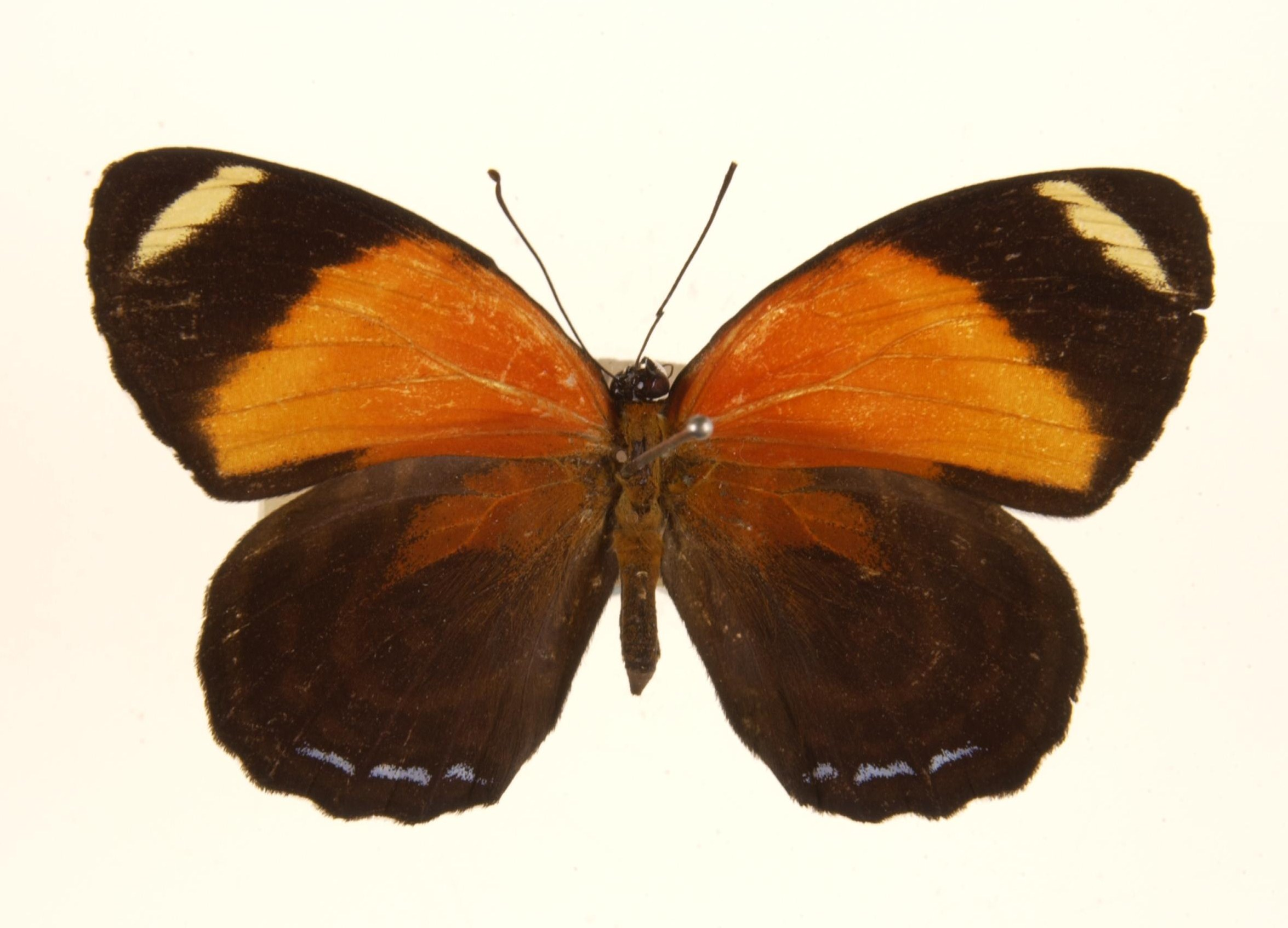
Callicore hydamis

Callicore hydamis est une espèce de lépidoptères (papillons) de la famille des Nymphalidae et de la sous-famille des Biblidinae et du genre Callicore.

## Dénomination
Callicore hydamis a été décrit par le naturaliste français Jean-Baptiste Godart en 1824 sous le nom initial de Nymphalis hydamis.

### Noms vernaculaires
Callicore hydamis se nomme Borboleta au Brésil.

## Écologie et distribution
Callicore hydamis est présent au Brésil.

### Biotope
Callicore hydamis réside sur la cote atlantique dans des habitats de flore d'altitude.

### Protection
Callicore hydamis est inscrit comme VU (vulnérable).